# 時代は僕らに雨を降らしてる
『時代は僕らに雨を降らしてる』（じだいはぼくらにあめをふらしてる）は、日本のミュージシャンである長渕剛の5枚目のオリジナルアルバム、およびアルバムの1曲目に収録されている楽曲である。
1982年9月1日に東芝EMIにエキスプレスレーベルからリリースされた。前作『Bye Bye』（1981年）からおよそ1年ぶりにリリースされた作品であり、作詞は長渕および松井五郎、阿久悠が担当し、作曲およびプロデュースは長渕が担当している。
レコーディングは一部ロサンゼルスで行われ、長渕としては初の日本国外レコーディングとなり、国外ミュージシャンが多数参加している他にミキサーとしてグレッグ・ラダニーが参加している。音楽性としては純粋なフォークソングと呼べる曲は少なくなり、バンドサウンドに移行している以外にも様々なアレンジを試している。
本作以前にリリースされたシングル「花いちもんめ」は収録されておらず、シングル曲は1曲も収録されていない。
オリコンチャートでは最高位3位となった。

## 背景
前作『Bye Bye』（1981年）リリースと前後する形で、長渕は9月25日より12月26日まで全44都市全44公演におよぶライブツアー「長渕剛 CONCERT TOUR'81」を開催した。その最中、10月21日には『Bye Bye』からのシングルカットとなる「二人歩記」（1981年）をリリースした。
また、プライベートでは前年8月に結婚した石野真子との結婚式を1月15日に実施する予定も、長渕の母の体調が悪くなったために延期、1月22日に正式にハワイにて挙式した。仲人は吉田拓郎と浅田美代子夫妻（当時）が務めた。また、前作では石野との関係をテーマにした曲が収録されていたが、本作においても「18インチの罠」という石野をテーマとした曲が収録されている。
その後、1982年2月6日より6月6日まで全51公演におよぶライブツアー「長渕剛 CONCERT TOUR'82」を開催し、ツアーファイナルである6月6日の日比谷野外音楽堂では6千人を動員した。ツアー中の4月21日にはシングル「花いちもんめ」（1982年）をリリースした。
その他、TBS系列で放送されたテレビドラマ『王貞治物語　我が青春の甲子園』（1982年）にて本作収録の「青春は手品師」が主題歌として起用され、長渕にとって初のタイアップとなった。また、同ドラマには長渕も出演しており、初のテレビドラマ出演となった。

## 録音
このアルバムでは、ホーンセクション及びコーラス（当時シカゴに参加した直後であったビル・チャンプリンがコーラスで参加している）のダビングとミックスダウンを、初めて日本国外（ロサンゼルス）で行っている。この時ミキサーとしてスタッフに加わっていたのが、ジャクソン・ブラウンやTOTO、ドン・ヘンリー（Don Henley）らのアルバム制作にも携わっているグレッグ・ラダニー。その後、ラダニーとはアルバム『HOLD YOUR LAST CHANCE』（1984年）や『HUNGRY』（1985年）でもミキサーとして一緒に仕事をしている。
また、ギタリストとしてジャクソン・ブラウンの右腕として知られるマーク・ゴールデンバーグが参加、コーラスとしてロックバンドシカゴのメンバーであるビル・チャンプリンと妻のタマラ・チャンプリンが参加している。

## 音楽性
文芸雑誌『別冊カドカワ 総力特集 長渕剛』では、「松井五郎のみならず、大御所作詞家の阿久悠も参加。（中略）その反面、職業作詞家には絶対に書けないドキュメンタリー的な『ローディー』も収録。『愛してるのに』『夢破れて』では、現在に直結する長渕イズムが固まりつつあるのがわかる」と表記されている。
文芸雑誌『文藝別冊 長渕剛 民衆の怒りと祈りの歌』では、「フォークからロックへの移行はしかし、断絶をもって示されるわけではない。本作にその兆しが見られる長渕流のロックもやはり、フォーク期以来の身の回りのリアリズムを歌ったものだ」と表記されている。

## リリース
アルバムは1982年9月1日に東芝EMIのエキスプレスレーベルより、LP、カセットテープの2形態でリリースされた。初回LP盤の特典として、「長渕剛流ギター講座」と称したフォノシートが付属していた。
1985年11月1日にはCDにて初めてリリースされ、2006年2月8日に24ビット・デジタルリマスター、紙ジャケット仕様で再リリースされた。
なお、この時期長渕はコンスタントにシングルをリリースしているが、アルバムにはほとんど収録していない。本アルバムも、シングル曲は1曲も収録されていない。

## アートワーク
本作の写真撮影はマイケル・ジャクソンなども手掛けた事がある写真家のトッド・グレイが担当している。

## ツアー
本作を受けてのコンサートツアーは「長渕剛 CONCERT TOUR'82 - '83 時代は僕らに雨を降らしてる」と題し、1982年10月12日の大分文化会館を皮切りに42都市全47公演が行われている。同年11月29日には初の日本武道館公演を実現、1万人を動員している。

## 批評
| 専門評論家によるレビュー             | 専門評論家によるレビュー |
| レビュー・スコア                     | レビュー・スコア         |
| 出典                                 | 評価                     |
| ------------------------------------ | ------------------------ |
| CDジャーナル                         | 肯定的                   |
| 文藝別冊 長渕剛 民衆の怒りと祈りの歌 | 肯定的                   |

- 音楽情報サイト『CDジャーナル』では、「フォーク・シンガーとして時代の中心に飛び出そうとする長渕剛の決意が表明された作品で、ストレートで勢いのあるナンバーが満載」と肯定的な評価を下している[9]。

- 文芸雑誌『文藝別冊 長渕剛 民衆の怒りと祈りの歌』にてライターの五井健太郎は、「タイトルから漂うリリシズムが素晴らしい」、「『交差点』、『愛してるのに』、『マリア』など、ラブソングの名曲も多く収める点も特筆されるべきであろう」と肯定的な評価を下している[7]。

## チャート成績
オリコンチャートでは最高位3位となり、売り上げは約10万枚となった
。また、2006年の再発版では最高位248位となった。

## 収録曲

### LP盤 / CT盤
| 全作詞・作曲: 長渕剛（特記除く）。 |                                                       |                     |                     |                                               |      |
| #                                  | タイトル                                              | 作詞                | 作曲・編曲          | 編曲                                          | 時間 |
| 1.                                 | 「時代は僕らに雨を降らしてる」                        | 長渕剛 （特記除く） | 長渕剛 （特記除く） | 徳武弘文、長渕剛 / コーラスアレンジ: 瀬尾一三 | 7:10 |
| 2.                                 | 「どしゃ降りRainy Day」                               | 長渕剛 （特記除く） | 長渕剛 （特記除く） | 瀬尾一三                                      | 3:25 |
| 3.                                 | 「交差点」                                            | 長渕剛 （特記除く） | 長渕剛 （特記除く） | 笛吹利明、長渕剛                              | 5:07 |
| 4.                                 | 「愛してるのに」                                      | 長渕剛 （特記除く） | 長渕剛 （特記除く） | 瀬尾一三                                      | 5:03 |
| 5.                                 | 「ローディー (To 1981〜1982 TSUYOSHI N. TOUR STAFF)」 | 長渕剛 （特記除く） | 長渕剛 （特記除く） |                                               | 5:21 |
| 合計時間:                          | 合計時間:                                             | 合計時間:           | 26:06               |                                               |      |

| #         | タイトル                                 | 作詞      | 作曲・編曲 | 編曲             | 時間 |
| --------- | ---------------------------------------- | --------- | ---------- | ---------------- | ---- |
| 6.        | 「18インチの罠」(作詞: 長渕剛、松井五郎) |           |            | 笛吹利明         | 5:55 |
| 7.        | 「晴れのち曇り時々雨」                   |           |            | 徳武弘文、長渕剛 | 4:10 |
| 8.        | 「夢破れて」(作詞: 長渕剛、松井五郎)     |           |            | 長渕剛           | 5:34 |
| 9.        | 「青春は手品師」(作詞: 阿久悠)           |           |            | 瀬尾一三         | 4:54 |
| 10.       | 「マリア」                               |           |            | 山梨鐐平、長渕剛 | 2:59 |
| 合計時間: | 合計時間:                                | 合計時間: | 23:32      |                  |      |

### CD盤
| 全作詞・作曲: 長渕剛（特記除く）。 |                                                       |                    |                    |                                               |      |
| #                                  | タイトル                                              | 作詞               | 作曲・編曲         | 編曲                                          | 時間 |
| 1.                                 | 「時代は僕らに雨を降らしてる」                        | 長渕剛（特記除く） | 長渕剛（特記除く） | 徳武弘文、長渕剛 / コーラスアレンジ: 瀬尾一三 | 7:10 |
| 2.                                 | 「どしゃ降りRainy Day」                               | 長渕剛（特記除く） | 長渕剛（特記除く） | 瀬尾一三                                      | 3:25 |
| 3.                                 | 「交差点」                                            | 長渕剛（特記除く） | 長渕剛（特記除く） | 笛吹利明、長渕剛                              | 5:07 |
| 4.                                 | 「愛してるのに」                                      | 長渕剛（特記除く） | 長渕剛（特記除く） | 瀬尾一三                                      | 5:03 |
| 5.                                 | 「ローディー (To 1981〜1982 TSUYOSHI N. TOUR STAFF)」 | 長渕剛（特記除く） | 長渕剛（特記除く） |                                               | 5:21 |
| 6.                                 | 「18インチの罠」(作詞: 長渕剛、松井五郎)              | 長渕剛（特記除く） | 長渕剛（特記除く） | 笛吹利明                                      | 5:55 |
| 7.                                 | 「晴れのち曇り時々雨」                                | 長渕剛（特記除く） | 長渕剛（特記除く） | 徳武弘文、長渕剛                              | 4:10 |
| 8.                                 | 「夢破れて」(作詞: 長渕剛、松井五郎)                  | 長渕剛（特記除く） | 長渕剛（特記除く） | 長渕剛                                        | 5:34 |
| 9.                                 | 「青春は手品師」(作詞: 阿久悠)                        | 長渕剛（特記除く） | 長渕剛（特記除く） | 瀬尾一三                                      | 4:54 |
| 10.                                | 「マリア」                                            | 長渕剛（特記除く） | 長渕剛（特記除く） | 山梨鐐平、長渕剛                              | 2:59 |
| 合計時間:                          | 合計時間:                                             | 合計時間:          | 49:38              |                                               |      |

### 曲解説

#### A面
1. 「時代は僕らに雨を降らしてる」
歌詞の中の「1969」は中津川フォークジャンボリーの事と言われている。
2. 「どしゃ降りRainy Day」
デビュー前に作られた「君がやってくる」を改編して収録している。
3. 「交差点」
アコースティックギターのみで演奏される。1995年いつかの少年ライブ以降演奏される事が多くなった。
4. 「愛してるのに」
ファンの間でも人気の高いバラード。1986年のSTAY DREAMツアー以降は長渕本人のピアノの弾き語りで歌われることが多い。
1993年の大阪城ホールでのライブの音源が、シングル「RUN」（1993年）のカップリング曲として収録されている（この音源もピアノの弾き語り）。テレビでは2007年に放送されたMusic Loversでも放送された。
5. 「ローディー (To 1981〜1982 TSUYOSHI N. TOUR STAFF)」
ローディーとは、ミュージシャンやバンドに付き添い機材を運んだり、舞台のセッティングなどをするスタッフの事である。サブタイトルにもある通り、元々は1981年から1982年にかけて行われたコンサートツアーのスタッフへの想いを歌った曲である。

#### B面
1. 「18インチの罠」
上京してきたばかりの石野真子をモデルに少女の悲劇をテーマにした曲。
2. 「晴れのち曇り時々雨」
3. 「夢破れて」
ギター一本で歌われる。後にアルバム『NEVER CHANGE』（1988年）で再録音されている。
4. 「青春は手品師」
テレビドラマ『王貞治物語』（1982年、TBS系列）のテーマ曲として、作詞に阿久悠を迎えて制作された。ドラマには長渕自身も出演している。
5. 「マリア」
デモテープの段階では風呂場で録音した。多重コーラスによる聖歌のような楽曲である。

## スタッフ・クレジット

### 参加ミュージシャン
- 青山徹 - エレクトリックギター
- 石井宏太郎 - パーカッション
- 石川鷹彦 - アコースティックギター
- 笛吹利明 - アコースティックギター、フラット・マンドリン
- 岡沢茂 - ベース
- 香川喜章 - コーラス
- 木村誠 - パーカッション
- 駒沢裕城 - スティール・ギター
- 佐藤準 - ピアノ、オルガン
- ジョーグループ - ストリングス
- 島村英二 - ドラムス
- 滝本季延 - ドラムス
- 玉木宏樹 - フィドル
- 徳武弘文 - エレクトリックギター
- 中西康晴 - ピアノ、オルガン
- 長渕剛 - アコースティックギター、エレクトリックギター、ハーモニカ
- 西本明 - ピアノ、シンセサイザー
- 浜田良美 - コーラス
- 広松三和子 - コーラス
- 美久月千春 - ベース
- 村上律 - スティールギター
- 矢島賢 - エレクトリックギター
- 矢島マキ - シンセサイザー
- 山梨鐐平 - アコースティックギター
- マーク・ゴールデンバーグ（英語版） - アコースティック・スライドギター
- ハート・アタック・ホーンズ
  - リー・ソーンバーグ - トランペット
  - ジョン・ベリー - トランペット
  - ジェームス・コイル - テナーサックス
  - ビル・バーグマン - テナーサックス
  - グレゴリー・スミス - バスサックス
- ビル・チャンプリン - コーラス
- タマラ・チャンプリン（英語版） - コーラス
- カルメン・グリロ - コーラス

### スタッフ
- 長渕剛 - プロデューサー
- グレッグ・ラダニー（英語版） - ミックス・エンジニア
- 陣山俊一（ユイ音楽工房） - ディレクター
- 山里剛（ヤマハ音楽振興会） - ディレクター
- 木村嘉男（東芝EMI） - ディレクター
- 石塚良一 - レコーディング・エンジニア
- 水沢有一（東京） - アシスタント・エンジニア
- リチャード・マカーナン（ロサンゼルス） - アシスタント・エンジニア
- ウェイン・タヌーアイ - リミックス・アシスタント
- マイク・リーズ - マスタリング・エンジニア
- 糟谷銑司 - マネージャー
- みさわくに - ミキシング・コーディネーター
- 荒井博文 - アート・ディレクション、デザイン
- トッド・グレイ - 写真撮影
- きざわちかこ - フォト・コーディネーター

## リリース履歴
| No. | 日付          | レーベル              | 規格  | 規格品番            | 最高順位 | 備考                                           |
| --- | ------------- | --------------------- | ----- | ------------------- | -------- | ---------------------------------------------- |
| 1   | 1982年9月1日  | 東芝EMI／エキスプレス | LP CT | ETP-90188 ZH28-1222 | 3位      | LP版のみ初回特典としてフォノシート付属         |
| 2   | 1985年11月1日 | 東芝EMI／エキスプレス | CD    | CA32-1187           | -        |                                                |
| 3   | 2006年2月8日  | 東芝EMI／エキスプレス | CD    | TOCT-25947          | 248位    | 24ビット・デジタルリマスター、紙ジャケット仕様 |